# Amphoe Bang Phli
Amphoe Bang Phli (Thais alfabet: บางพลี) is een district van de provincie Samut Prakan in Thailand. Dit district is op zijn beurt weer onderverdeeld in 6 tambon (gemeentes), te weten:
| No. | Naam          | Naam (Thai) | Dorpen | Inwoners |
| --- | ------------- | ----------- | ------ | -------- |
| 1.  | Bang Phli Yai | บางพลีใหญ่    | 23     | 46.269   |
| 2.  | Bang Kaeo     | บางแก้ว      | 16     | 39.061   |
| 3.  | Bang Pla      | บางปลา      | 15     | 29.486   |
| 4.  | Bang Cho Long | บางโฉลง     | 11     | 24.254   |
| 8.  | Racha Thewa   | ราชาเทวะ    | 15     | 21.786   |
| 9.  | Nong Prue     | หนองปรือ     | 3      | 2.519    |

De ontbrekende geocodes in de tabel zijn nu de King Amphoe Bang Sao Thong.